# Mursilis II
Mursil II (também escrito Mursilis II) foi um rei do Império Hitita (Reino Novo) c. 1330-1295 a.C. (cronologia média) ou 1321-1295 a.C. (cronologia curta).

## Rei dos hititas

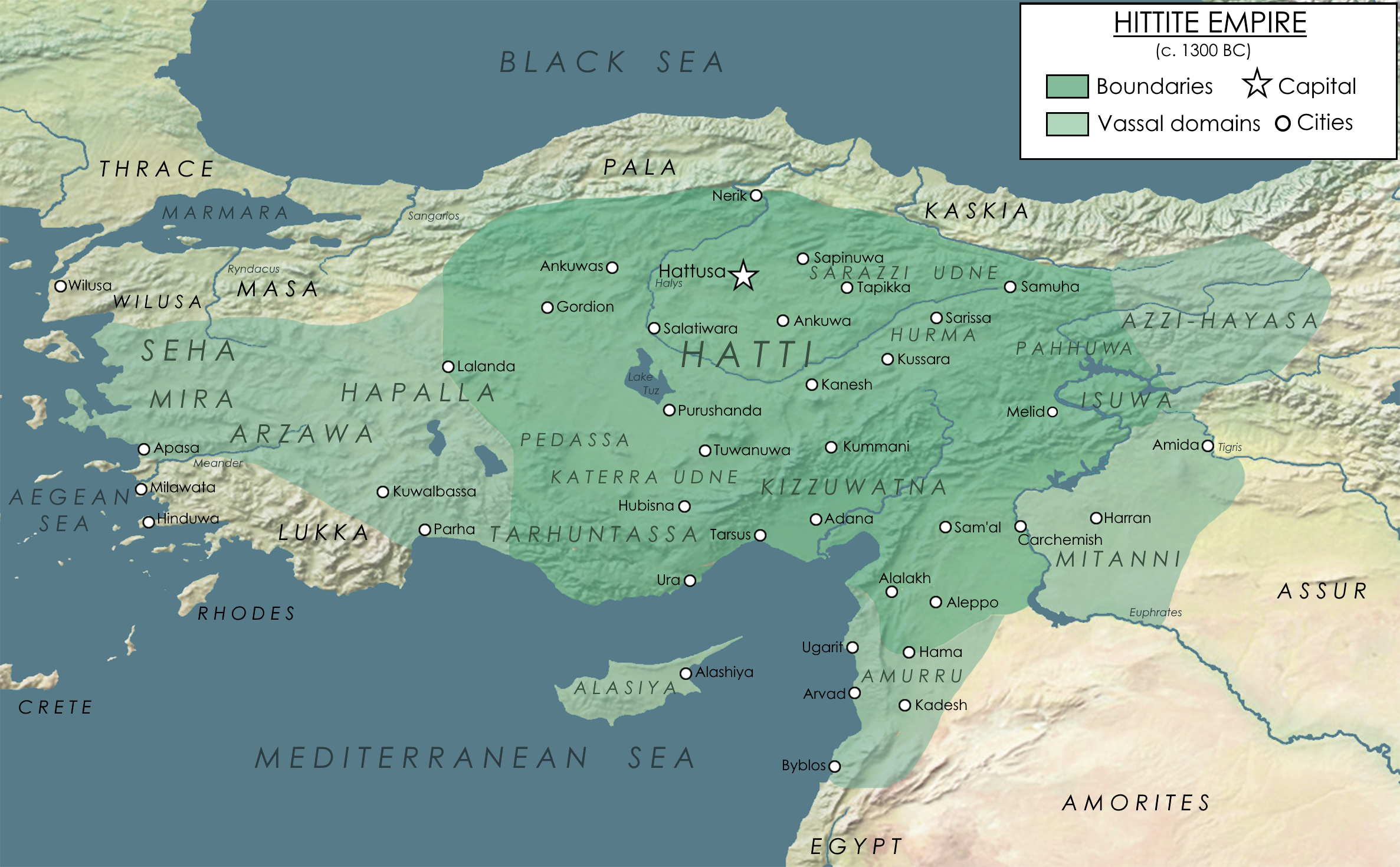
Império hitita durante o reinado de Mursili.

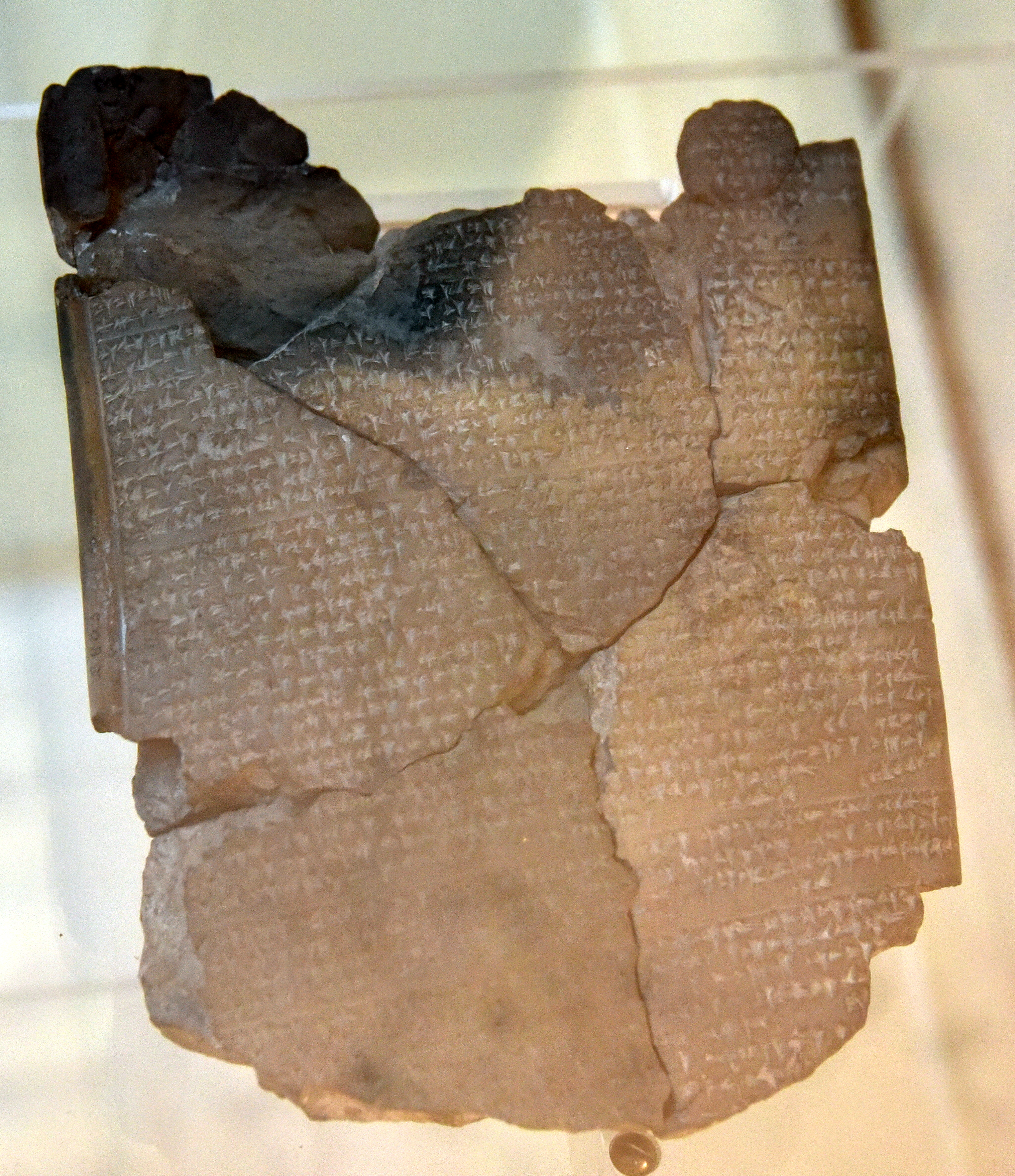
Mursili II orações aos deuses para acabar com uma praga, século XIV a.C., de Hatusa, Museu Arqueológico de Istambul

Mursil era o terceiro filho nascido do rei Supiluliuma I, um dos homens mais poderosos a governar o Império Hitita, e da rainha Henti. Ele era o irmão mais novo de Arnuanda II, ele também tinha uma irmã e mais um irmão.
Mursili assumiu o trono hitita após a morte prematura de Arnuanda II que, como seu pai, foi vítima da peste que assolou os hititas na década de 1330 a.C. Ele foi recebido com desprezo pelos inimigos de Hati e enfrentou inúmeras rebeliões no início de seu reinado, as mais graves das quais foram as iniciadas pelos gasgas nas montanhas da Anatólia, mas também pelo reino de Arzaua no sudoeste da Ásia Menor e pela confederação de Haiassa-Azi nas Terras Altas da Armênia. Isso porque ele era percebido como um governante inexperiente que só se tornou rei devido à morte precoce de Arnuanda. Mursili registra o desprezo de seus inimigos em seus Anais:
| “ | Você é uma criança; você não sabe nada e não incute nenhum medo em mim. Sua terra está agora em ruínas, e sua infantaria e cariotria são poucas. Contra a vossa infantaria, tenho muitas infantarias; contra a tua cariotria tenho muitas carruagens. Seu pai tinha muita infantaria e carruagem. Mas você que é uma criança, como você pode igualá-lo? (Anais Abrangentes, AM 18-21) | ” |

Embora Mursili fosse um rei jovem e inexperiente, ele quase certamente não era uma criança quando assumiu o trono hitita e deve ter atingido uma idade para ser capaz de governar por direito próprio. Se ele fosse criança, outros arranjos teriam sido feitos para garantir a estabilidade do Império; Mursil, afinal, tinha dois irmãos mais velhos sobreviventes que serviram como vice-reis de Carquemis (ou seja: Sarri-Cuxe) e Alepo, respectivamente.
Mursili II viria a ser mais do que um páreo para o seu pai bem-sucedido, nos seus feitos militares e diplomacia. Os Anais dos primeiros dez anos de seu reinado sobreviveram e registram que ele realizou campanhas punitivas contra as tribos gasgas nos dois primeiros anos de seu reinado, a fim de proteger as fronteiras do norte de seu reino. O rei então se voltou para o Ocidente para resistir à agressão de Uhha-Ziti, rei de Arzaua, que estava tentando atrair aliados hititas para seu acampamento. Durante seu nono ano, seu copeiro Nuvanza derrotou decisivamente as forças de Haiassa na Batalha de Ganuvara, após o que os Haiassa-Azi seriam reduzidos a vassalos hititas. Os Anais também revelam que um "presságio do sol", ou eclipse solar, ocorreu em seu décimo ano como rei, quando ele estava prestes a lançar sua campanha contra os Haiassa-Azi.[carece de fontes?]
Embora a data mais alta confirmada de Mursili II tenha sido seu vigésimo segundo ano, acredita-se que ele tenha vivido além desta data por mais alguns anos e morrido após um reinado de cerca de 25 a 27 anos. Ele foi sucedido por seu filho Muatal II.

## O eclipse
O eclipse solar do Ano 10 de Mursili é de grande importância para a datação do Império Hitita dentro da cronologia do Antigo Oriente Próximo. Há apenas duas datas possíveis para o eclipse: 24 de junho de 1312 a.C. ou 13 de abril de 1308 a.C. A data anterior é aceita por hititólogos como Trevor R. Bryce (1998), enquanto Paul Åström (1993) sugeriu a data posterior. No entanto, a maioria dos estudiosos aceita o evento de 1312 a.C. porque os efeitos deste eclipse teriam sido particularmente dramáticos com um eclipse quase total sobre a região do Peloponeso e a Anatólia (onde Mursili II estava em campanha) por volta do meio-dia. Em contraste, o evento astronômico de 1308 a.C. começou na Arábia e depois viajou para o leste em direção nordeste; só atingiu seu impacto máximo sobre a Mongólia e a Ásia Central. Ocorreu sobre a Anatólia por volta das 8h20 da manhã, tornando-se menos perceptível.

## Família
Mursili é conhecido por ter tido vários filhos com sua primeira esposa Gassulauia incluindo três filhos chamados Muatal, Hatusil III e Halpasulupi. Uma filha chamada Massanauzi (referida como Matanaza em correspondência com o rei egípcio Ramsés II) foi casada com Masturi, um governante de um estado vassalo. Mursili teve outros filhos com uma segunda esposa chamada Tanuhepa. Os nomes dos filhos desta segunda esposa, no entanto, não foram registrados.
Através de seu filho Muatali ele teve um neto que também governou o reino, Mursili III, a rainha Maathorneferure e Tudália IV também eram netos de Mursili II.

## Na ficção
- Janet Morris escreveu um romance biográfico detalhado, I, the Sun, cujo tema era Supiluliuma I. Mursili II é uma figura importante neste romance, no qual todos os personagens são do registro histórico, que o Dr. Jerry Pournelle chamou de "uma obra-prima da ficção histórica" e sobre o qual O.M. Gurney, estudioso hitita e autor de Os hititas, comentou que "o autor está familiarizado com todos os aspectos da cultura hitita". O livro de Morris foi republicado pela The Perseid Press em abril de 2013.[7][8]
- Chie Shinohara escreveu a série de mangá Red River (também conhecida como Anatolia Story), sobre uma menina japonesa de quinze anos chamada Yuri Suzuki, que é magicamente transportada para Hatusa, a capital do Império Hitita na Anatólia. Ela foi convocada pela rainha Nakia, que pretende usar Yuri como um sacrifício humano. O sangue de Yuri é o elemento-chave necessário para colocar uma maldição sobre os príncipes da terra para que eles pereçam, deixando o filho de Nakia, Judas, como o único herdeiro do trono. À medida que a história avança, no entanto, Yuri não apenas consegue escapar repetidamente da armação de Nakia, ela também se torna reverenciada como uma encarnação da deusa Istar e se apaixona pelo príncipe Kail. Mursili II é retratado como o príncipe Kail Mursili. No final, Yuri decide ficar no passado, e depois que Judá renuncia à sua reivindicação por desgosto de sua mãe, Kail e Yuri ascendem como os governantes de Hatusa.[carece de fontes?]
- Mursili II é uma figura importante em todos os três livros da Amarna Trilogy de Grea Alexander. Na série, Mursili fica obcecado em apaziguar os deuses e recuperar seu favor após a traição de seu pai à Proclamação de Telépeno e os desastres que se abatem sobre os hititas após o chamado caso Zannanza.[9]
- Mursili II é uma presença importante no romance de Gordon Doherty, Empires of Bronze: Son of Ishtar (2019), cujo protagonista é o terceiro filho de Mursili, Hattusilis III.[10]